# Porsche
Porsche je nemški proizvajalec športnih avtomobilov s sedežem v Zuffenhausnu pri Stuttgartu. Najprej je nastal leta 1931 konstrukcijski biro.
Dr Ing. H.C. F. Porsche AG (kar pomeni Doktor Ingenieur honoris causa Ferdinand Porsche Aktiengesellschaft), je odgovorna za dejansko proizvodnjo in izdelavo Porschejeve linije avtomobilov. Podjetje trenutno proizvaja športne avtomobile Porsche 911, Boxster in Cayman, športno vozilo Cayenne utility in štirivratni Panamera.
Druge odvisne družbe in poslovne divizije so Porsche Consulting, Engineering Porsche, Porsche Design Group, Mieschke Hofmann und Partner (81,1 %) in Bertrandt (25 %).

## Zgodovina
Ferdinand Porsche je med prvo svetovno vojno nabiral izkušnje v razvoju vojaških vozil. Dolgo je konstruiral vozila za druge proizvajalce. V letih 1944 do 1950 se je firma preselila v Avstrijo, kjer je nastal tudi prvi avto znamke Porsche Porsche 356 Roadster. Do leta 1950 so jih izdelali le 47. Porsche je bil zelo uspešen na športnem področju (24 ur Le Mansa, Formula 1, reli Pariz Dakar). Na prelomu tisočletja mu je grozil sovražni prevzem s strani Volkswagna.